# Microregione di Vale do Ipojuca
Vale do Ipojuca è una microregione dello Stato del Pernambuco in Brasile, appartenente alla mesoregione di Agreste Pernambucano.
È una suddivisione creata puramente per fini statistici, pertanto non è un'entità politica o amministrativa.

## Comuni
Comprende 16 comuni:
- Alagoinha
- Belo Jardim
- Bezerros
- Brejo da Madre de Deus
- Cachoeirinha
- Capoeiras
- Caruaru
- Gravatá
- Jataúba
- Pesqueira
- Poção
- Riacho das Almas
- Sanharó
- São Bento do Una
- São Caitano
- Tacaimbó